# Municipio de Lake View (Minnesota)
El municipio de Lake View (en inglés: Lake View Township) es un municipio ubicado en el condado de Becker en el estado estadounidense de Minnesota. En el año 2010 tenía una población de 1685 habitantes y una densidad poblacional de 22,31 personas por km².

## Geografía
El municipio de Lake View se encuentra ubicado en las coordenadas 46°45′23″N 95°51′54″O / 46.75639, -95.86500. Según la Oficina del Censo de los Estados Unidos, el municipio tiene una superficie total de 75.54 km², de la cual 55,15 km² corresponden a tierra firme y (26,99 %) 20,39 km² es agua.

## Demografía
Según el censo de 2010, había 1685 personas residiendo en el municipio de Lake View. La densidad de población era de 22,31 hab./km². De los 1685 habitantes, el municipio de Lake View estaba compuesto por el 94,9 % blancos, el 0,12 % eran afroamericanos, el 2,67 % eran amerindios, el 0,24 % eran asiáticos, el 0,18 % eran de otras razas y el 1,9 % eran de una mezcla de razas. Del total de la población el 0,65 % eran hispanos o latinos de cualquier raza.